# Enrik Garcia
Enrik Garcia är en spansk gitarrist, känd för att vara medlem och grundare i spanska symphonic power metal-bandet Dark Moor, där han är den enda ursprungliga medlemmen idag. Med Dark Moor har han släppt tio studioalbum och gjort spelningar både i och utanför Spanien.

## Diskografi (med Dark Moor)
- Shadowland (1999)
- The Hall of the Olden Dreams (2000)
- Gates of Oblivion (2002)
- Dark Moor (2003)
- Beyond the Sea (2005)
- Tarot (2007)
- Autumnal (2009)
- Ancestral Romance (2010)
- Ars Musica (2013)
- Project-X (2015)
- Origins (2018)